# Rajisa Nedasjkivska
Rajisa Stepanivna Nedasjkivska (ukrainska: Раїса Степанівна Недашківська, ryska namnformen: Raisa Nedasjkovskaja), född 17 februari 1943 i Stari Vorobji i Ukrainska SSR i Sovjetunionen (nu Ukraina) är en sovjetisk och ukrainsk skådespelare.

## Filmografi i urval
- 1964 – Tsarbruden
- 1967 – Kommissarien (premiär 1987)